# World Rally Championship-2 Pro
Il World Rally Championship-2 Pro o WRC-2 Pro è stata una serie di supporto al campionato del mondo rally, organizzato dalla Federazione Internazionale dell'Automobile, per auto della categoria R5, nato nel 2019 in seguito allo scorporo della serie World Rally Championship-2 (WRC-2) in due campionati separati: il WRC-2 Pro, riservato alle scuderie ufficiali, e il classico WRC-2, per i privati.
A partire dalla stagione 2020 tale serie prese il nome di WRC-2 mentre il campionato dedicato ai soli equipaggi privati (che nel 2019 si chiamava proprio WRC-2) dal 2020 si chiamò WRC-3, mantenendo entrambe le stesse specifiche e regole adottate nella stagione 2019.

## Storia

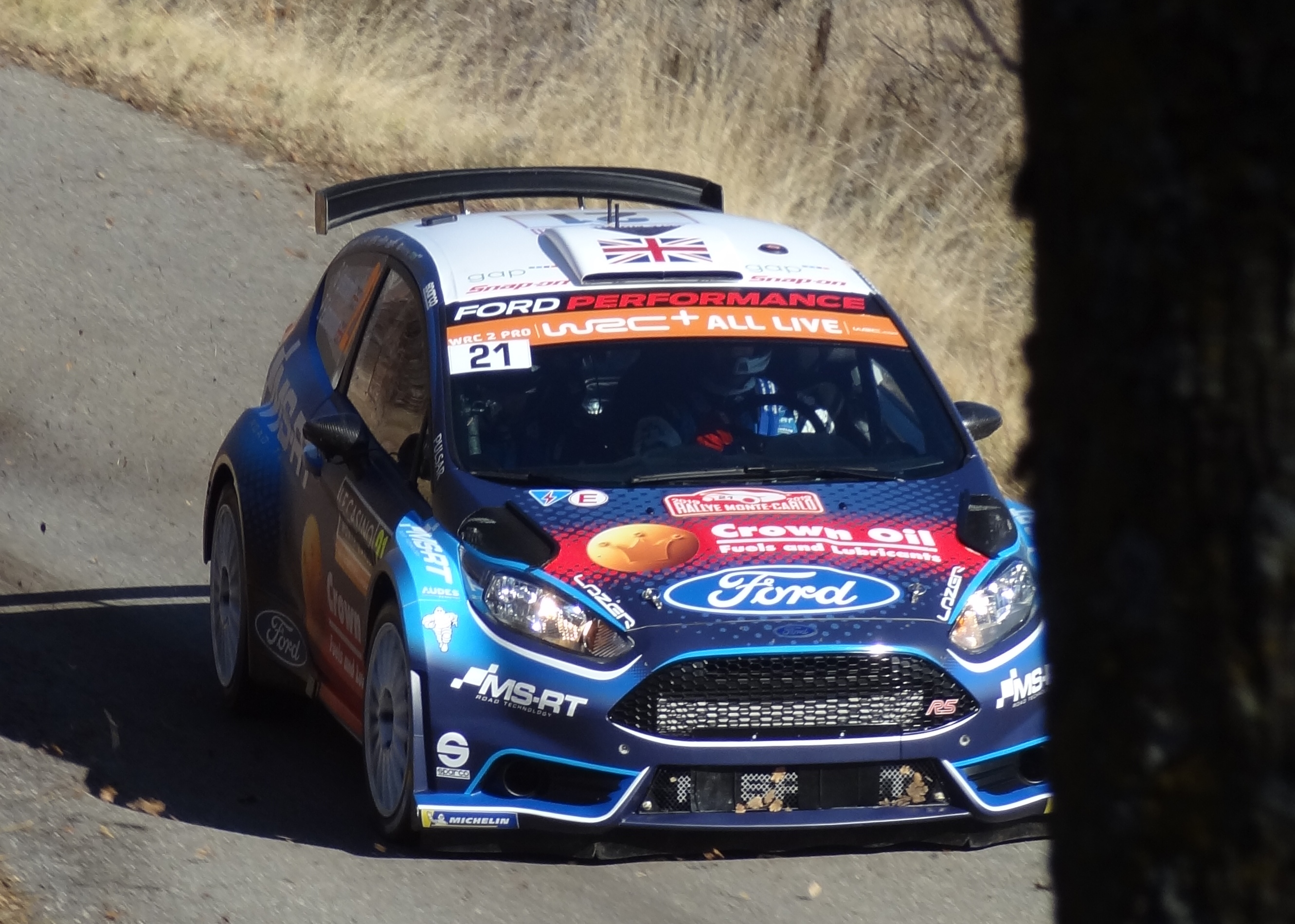
La Ford Fiesta R5 ufficiale M-Sport di Gus Greensmith al Rally di Monte Carlo

La serie nacque nel 2019 con l'intento di avere due campionati separati per equipaggi alla guida di vetture di classe R5, auto propedeutiche per la classe regina delle World Rally Car; venne quindi creato il WRC-2 Pro, in cui le case automobilistiche (o squadre supportate direttamente da esse) potevano confrontarsi iscrivendo sino a un massimo di due vetture per ogni appuntamento mondiale. Al termine della stagione sarebbero stati assegnati i titoli mondiali piloti, copiloti e costruttori; per la graduatoria finale relativa agli equipaggi sarebbero stati conteggiati soltanto i migliori otto risultati tra tutti e quattordici gli appuntamenti a disposizione, mentre per la classifica a squadre non si ebbe questa limitazione e ogni costruttore aveva la possibilità di schierare sino a un massimo di due vetture per gara, entrambe abilitate a marcare punti. 
Il campionato WRC-2 rimase comunque in auge come nelle stagioni precedenti ma dedicato a equipaggi cosiddetti "privati", dotati di meno mezzi tecnici e finanziari a disposizione rispetto alle scuderie ufficiali, e ugualmente messi in condizione di lottare tra loro e vincere a fine stagione i titoli mondiali piloti e copiloti; venne invece abolito il titolo mondiale a squadre di categoria.
Dal 2020 la serie si chiamò WRC-2, mantenendo tuttavia gli stessi regolamenti adottati nel 2019, mentre quella precedentemente chiamata WRC-2 prese il nome di WRC-3.

## Albo d'oro

### Piloti
| Anno | Pilota          | Auto                  | Squadra          |
| ---- | --------------- | --------------------- | ---------------- |
| 2019 | Kalle Rovanperä | Škoda Fabia R5/R5 Evo | Škoda Motorsport |

### Copiloti
| Anno | Copilota        | Auto                  | Squadra          |
| ---- | --------------- | --------------------- | ---------------- |
| 2019 | Jonne Halttunen | Škoda Fabia R5/R5 Evo | Škoda Motorsport |

### Squadre
| Anno | Squadra          |
| ---- | ---------------- |
| 2019 | Škoda Motorsport |